# نووو سلو (ولیکا پلانا)
نووو سلو (به صربی: Novo Selo) یک منطقهٔ مسکونی در صربستان است که در ولیکا پلنا واقع شده‌است. نووو سلو ۱٬۲۵۶ نفر جمعیت دارد.